# Dorfkirche Zierau

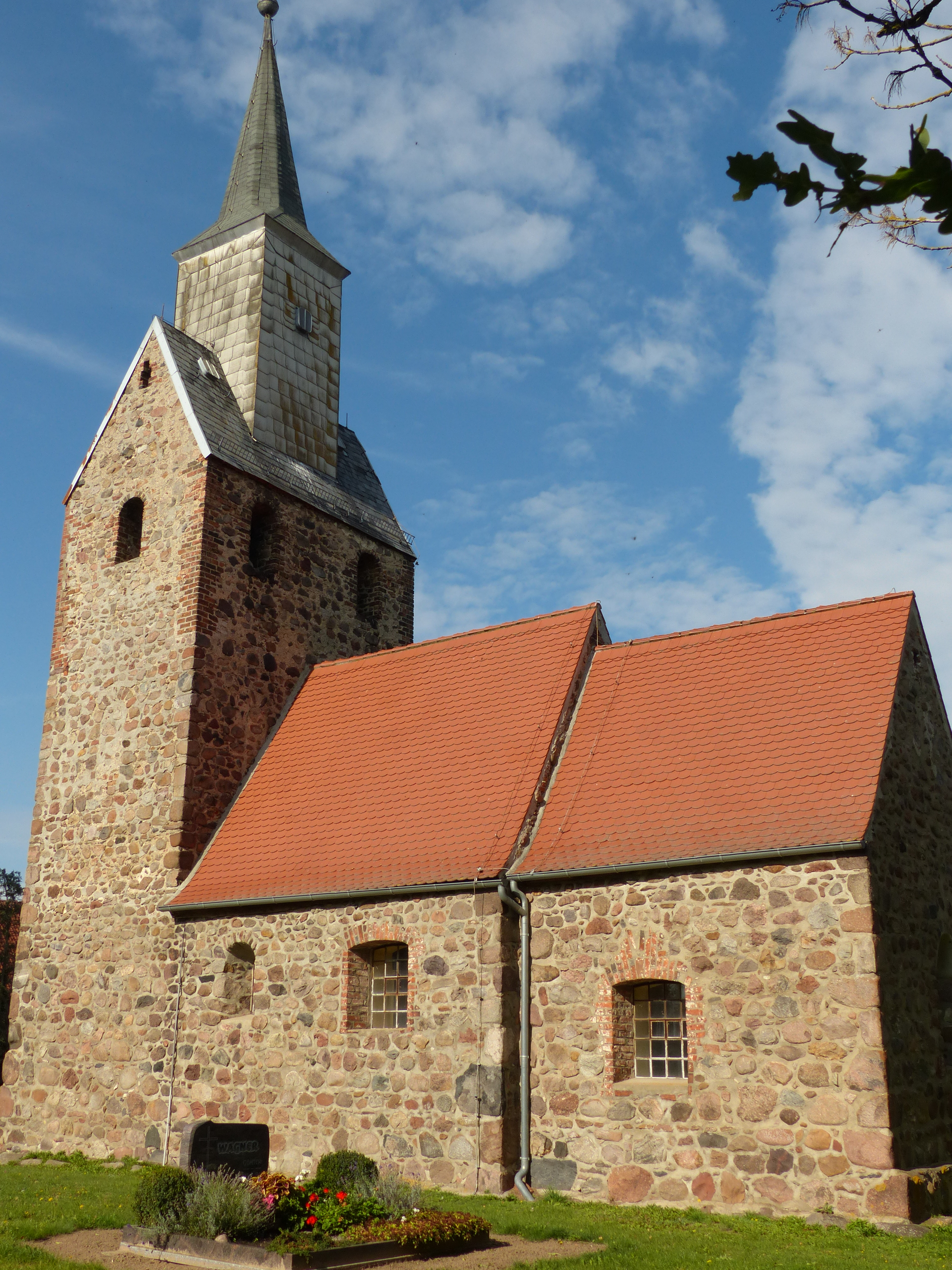
Dorfkirche Zierau

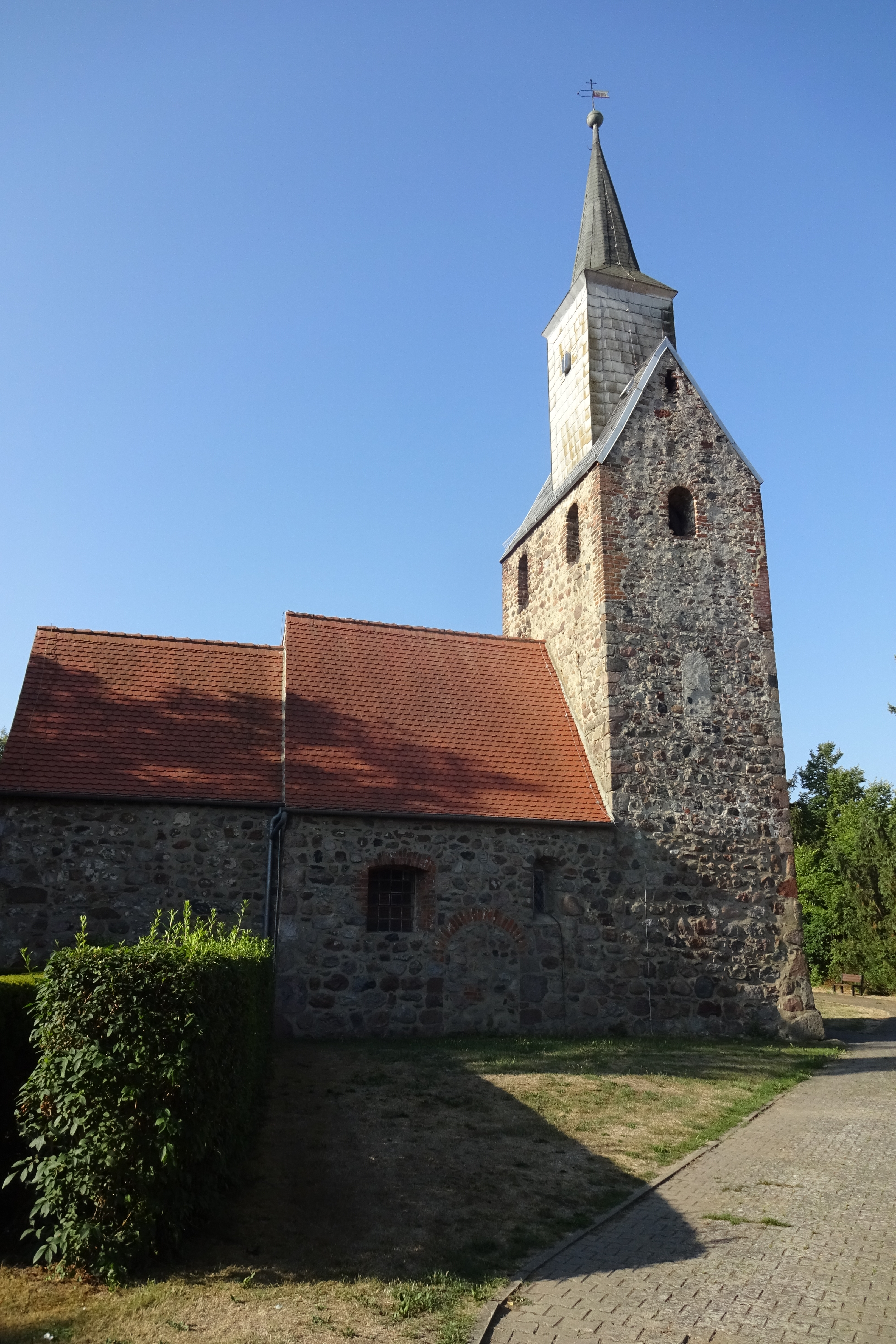
Nordseite

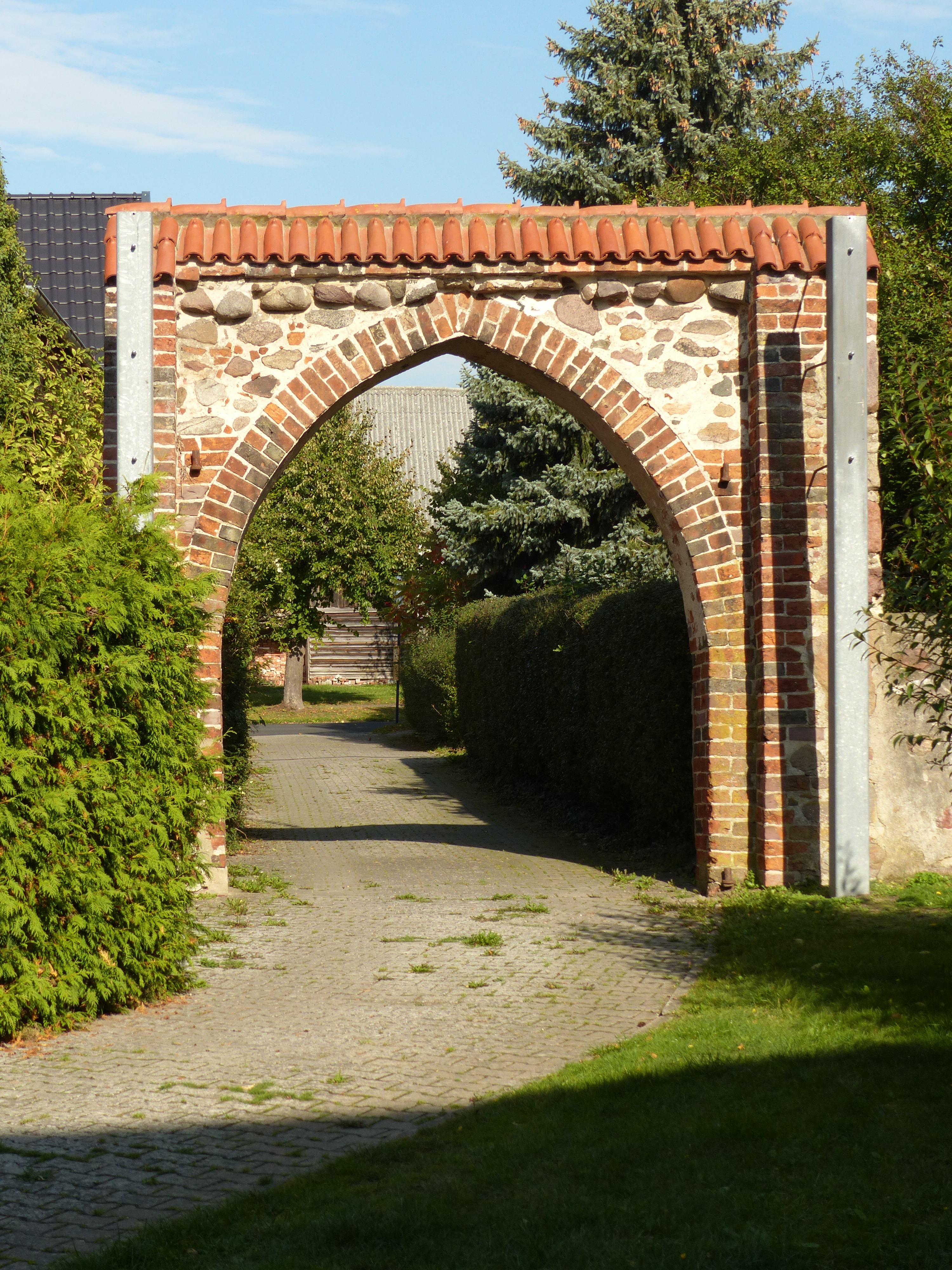
Tor zum Kirchhof

Die evangelische Dorfkirche Zierau ist eine spätromanische Saalkirche im Ortsteil Zierau der Ortschaft Jeggeleben der Stadt Kalbe (Milde) im Altmarkkreis Salzwedel in Sachsen-Anhalt. Sie gehört zum Pfarrbereich Apenburg im Kirchenkreis Salzwedel der Evangelischen Kirche in Mitteldeutschland (EKMD).

## Geschichte und Architektur
Die Kirche ist eine kleine spätromanische Saalkirche aus Feldsteinmauerwerk aus kurzem Schiff, eingezogenem quadratischem Chor und Westquerturm mit Dachreiter, sie wird auf die Mitte des 13. Jahrhunderts datiert. Das Glockengeschoss mit Kanten und gedrückt rundbogigen Schallöffnungen aus Backstein wurde vermutlich zu Anfang des 16. Jahrhunderts aufgesetzt. Das Westportal ist neuzeitlich; der vermauerte ursprüngliche Hauptzugang an der Nordseite des Schiffs und die ehemalige Priesterpforte mit Rundbogen sind aus Backstein. Von den ursprünglichen Öffnungen sind das westliche Fensterpaar des Schiffs und das Ostfenster erhalten. Das in den 1990er Jahren renovierte Innere ist von bizarrer Wirkung. Im Chor ist eine Sonderform eines in Gusstechnik hergestellten Kreuzgratgewölbes mit je zwei Knicklinien in den Kapitellflächen ähnlich wie in der Kirche zu Rademin eingezogen. Die Balkendecke des größtenteils von der hölzernen Westempore verbauten Schiffs ist im Südwesten ausgeschnitten, um Platz für die Orgel zu schaffen. In den Seitenmauern des Schiffs sind Nischen unterschiedlicher Größe, meist mit flachem Dreieckssturz, die mittlere der Nordseite zum ehemaligen Turmportal gehörig. Zwischen Schiff und tonnengewölbter Turmhalle ist eine große Spitzbogenöffnung mit Schalungsspuren ausgespart.
Die Funktion der Wandnischen ist unklar, möglicherweise war die bessere Nutzung des vorhandenen Raumes ein Ziel. Die Aufstockung des Turms ist wohl kaum vor der Mitte des 15. Jahrhunderts erfolgt. Das Kirchhofsportal aus Backstein mit spitzbogiger Durchfahrt und flachbogiger Fußgängerpforte stammt aus dem 15. Jahrhundert.

## Ausstattung
Zwei Glocken sind erhalten: Eine kleine aus dem Jahr 1799 wurde von Ziegner aus Magdeburg gegossen, die größere wurde 1917 für Kriegszwecke abgegeben und im Jahr 1922 durch eine Stahlglocke ersetzt.